# San Alfonso, Veracruz
San Alfonso är en ort i Mexiko.   Den ligger i kommunen Coatepec och delstaten Veracruz, i den sydöstra delen av landet, 230 km öster om huvudstaden Mexico City. San Alfonso ligger 1 152 meter över havet och antalet invånare är 195.
Terrängen runt San Alfonso är huvudsakligen kuperad, men den allra närmaste omgivningen är platt. Runt San Alfonso är det tätbefolkat, med 331 invånare per kvadratkilometer. Närmaste större samhälle är Xalapa, 8,7 km norr om San Alfonso. I omgivningarna runt San Alfonso växer huvudsakligen savannskog.